# Goppenstein
Goppenstein est un hameau de Suisse, dans le canton du Valais, sur le territoire de la commune de Ferden. Il est traversé par la Lonza. Situé dans le Lötschental, le village se trouve à une altitude de 1 216 mètres. 

## Gare
La petite gare de Goppenstein est à l’entrée sud du tunnel du Lötschberg, sur la ligne Brigue-Berne du BLS (axe ferroviaire Europe du nord-Bâle-Italie). C’est le point de chargement/déchargement du transport automobile (Autoverlad) vers/de Kandersteg.
Les cars postaux desservant Goppenstein vont vers le fond de la vallée du Lötschental (Ferden, Kippel, Wiler, Ried, Blatten, Fafleralp), vers Gampel et Steg (vallée du Rhône) et vers Loèche-les-Bains (Leukerbad).

## Histoire
Goppenstein, situé sur territoire de la commune de Ferden, fut après Sion le site le plus peuplé du canton pendant la construction du tunnel de faîte du Lötschberg entre 1906 et 1913. Une centaine d'habitants l'occupent actuellement.
L'on y exploita des mines de plomb depuis le XVe siècle, sporadiquement, jusqu’en 1750. L'extraction reprit ensuite de 1896 à 1913 environ. Durant la Seconde Guerre mondiale, une concession fut réattribuée, mais seulement environ 40 tonnes de minerai et quelques wagons de quartz furent extraits.
À partir de 1944, le bas-Valaisan Joseph Dionisotti reprit la mine. Entre 1948 et 1953, il investit un million de francs suisses et construisit l'installation de traitement du minerai qui est visible encore aujourd’hui au-dessus du point de chargement des autos sur les trains-navette du BLS, à côté de la gare. L'exploitation cessa rapidement faute de rentabilité[réf. nécessaire].